# 발루아의 마들렌
발루아의 마들렌(Madeleine de Valois, 1520년 8월 10일 ~ 1537년 7월 7일)은 스코틀랜드 국왕 제임스 5세의 왕비이다. 프랑스의 국왕 프랑수아 1세와 클로드 드 프랑스의 딸로 앙리 2세의 누이이다. 태어날 때부터 몹시 병약해서, 늘 아버지 프랑수아 1세의 근심거리였다. 1536년 제임스 5세가 결혼 신청을 했을 때에도 프랑수아 1세는 스코틀랜드의 기후가 딸의 건강에 영향을 미칠까 염려해 한동안 결혼을 허락하지 않았다. 이듬해인 1537년 1월 1일 마들렌은 노트르담 대성당에서 제임스 5세와 결혼했지만 같은 해에 결핵으로 요절했다.